# بوگدان واشتشوک
بوگدان واشتشوک (استونیایی: Bogdan Vaštšuk؛ زادهٔ ۴ اکتبر ۱۹۹۵) بازیکن فوتبال اهل استونی است.
از باشگاه‌هایی که در آن بازی کرده‌است می‌توان به باشگاه فوتبال دینامو مسکو، باشگاه فوتبال لفسکی صوفیه، و باشگاه فوتبال ردینگ اشاره کرد.
وی همچنین در تیم‌های ملی فوتبال زیر ۱۷ سال استونی، زیر ۱۹ سال استونی، زیر ۲۱ سال استونی، و استونی بازی کرده‌است.